# 野崎孝男
野崎孝男（1974年—）是旅居臺灣的企業家、慈善家，日本東京都練馬區出生。在日本曾任記者、東京都區會議員，2012年赴國立臺灣大學讀書後定居臺灣並創業，現任台灣MR.拉麵創辦人、台南市政府城市外交顧問、亞東國會議員友好協會顧問與行政院政務顧問。

## 學歷
- 練馬区立中村中学校卒業
- 私立東洋高等学校中退
- 富士短期大学経営学部経営学科夜間部卒業
- 駿河台大学文化情報学部文化情報学科卒業
- 明治大学公共政策研究所治理研究碩士班
- 國立台灣大學法律研究所公法組博士班

## 經歷
- 都政新報社記者
- 讀賣電視台新聞Director
- 2003年4月練馬区議会議員，無黨籍。2007年競選連任以2572票落選。
- 創新美味股份有限公司董事長
- 銘傳大學應用日本語学科兼任講師
- 台南市政府城市外交顧問
- 日本山形市国際交流顧問
- 内政部移民署新住民發展基金管理會委員
- 立法院亞東國會議員友好協會顧問
- 台南市日本人協会理事長
- 台南市旅行商業同業公會顧問
- 台南市烹飪商業同業公會理事
- 台中市商業會顧問
- 台南市商業會顧問

## 公益活動
- 2013年的南投327及608地震
- 2015年在國立台灣大學和國立成功大學設立「Mr 拉麵獎學金」
- 2015年台南登革熱疫情
- 2016年台南大地震維冠大樓
- 2017年0206花蓮大地震
- 2018年0822中南部豪雨水害
- 2019年1204關懷台南偏鄉國小學童邀請吃拉麵
- 2020年0210捐1000片口罩給台南市醫師公會
- 2020年0224 慰勞口罩廠康那香員工辛勞免費送餐
- 2020年捐大阪市防護服2300件、捐東京都練馬区高機能布口罩1000片、捐山形市高機能布口罩2000片
- 2021年0228為支援鳳梨果農買1500個鳳梨.送給客人跟日本孤兒院小朋友
- 2021年1204關懷台南偏鄉國小學童邀請吃日本家庭料理

## 外部聯結
- （页面存档备份，存于）